# نيتشر الطبعة العربية
نيتشر الطبعة العربية هي دورية علمية باللغة العربية تصدرها مجموعة نيتشر للنشر بالشراكة مع مدينة الملك عبد العزيز للعلوم والتقنية. وتحتوي على أخبار علمية ذات جودة عالية من دورية نيتشر الأصلية. ومحتوى المجلة متوفر مجانا على الإنترنت والأعداد المطبوعة متوفرة بالاشتراكات ومجانا بالنسبة لمشتركين معينين.

## وصلات خارجية
- الموقع الرسمي